# Pronation
Pronation, pronacja – w golfie oznacza kierunek rotacji wewnętrznej części dłoni prowadzącej kij golfowy do wewnątrz (do dołu, w kierunku ziemi). Pronation jest przeciwny do ruchu zwanego supination.
Określenie to rozpowszechnione zostało wśród golfistów dzięki książce Pięć lekcji, Fundamenty nowoczesnego zamachu golfowego Bena Hogana w latach 50. XX wieku.